# Kapszulahotel

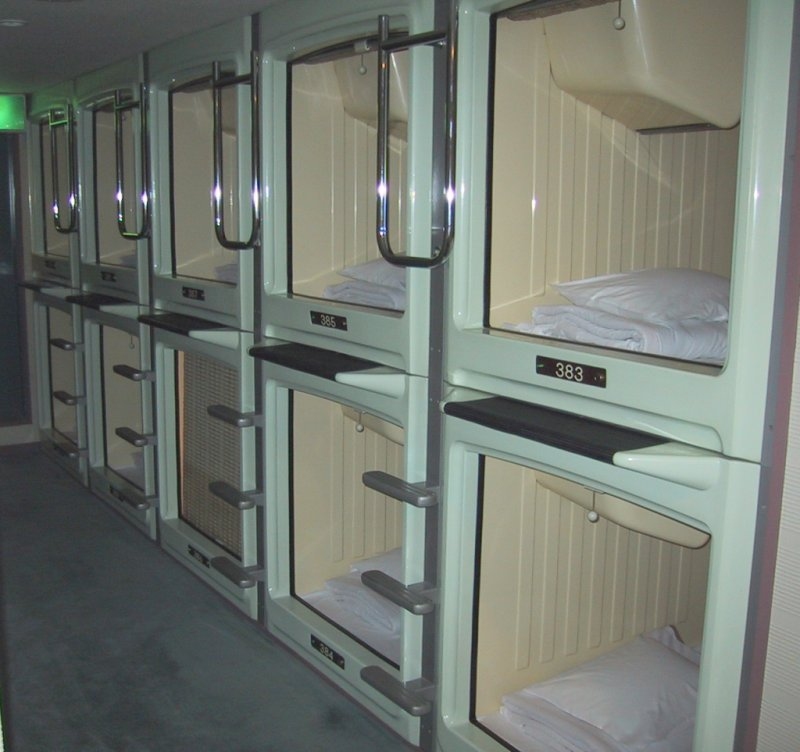
Kapszulák egy oszakai szállóban

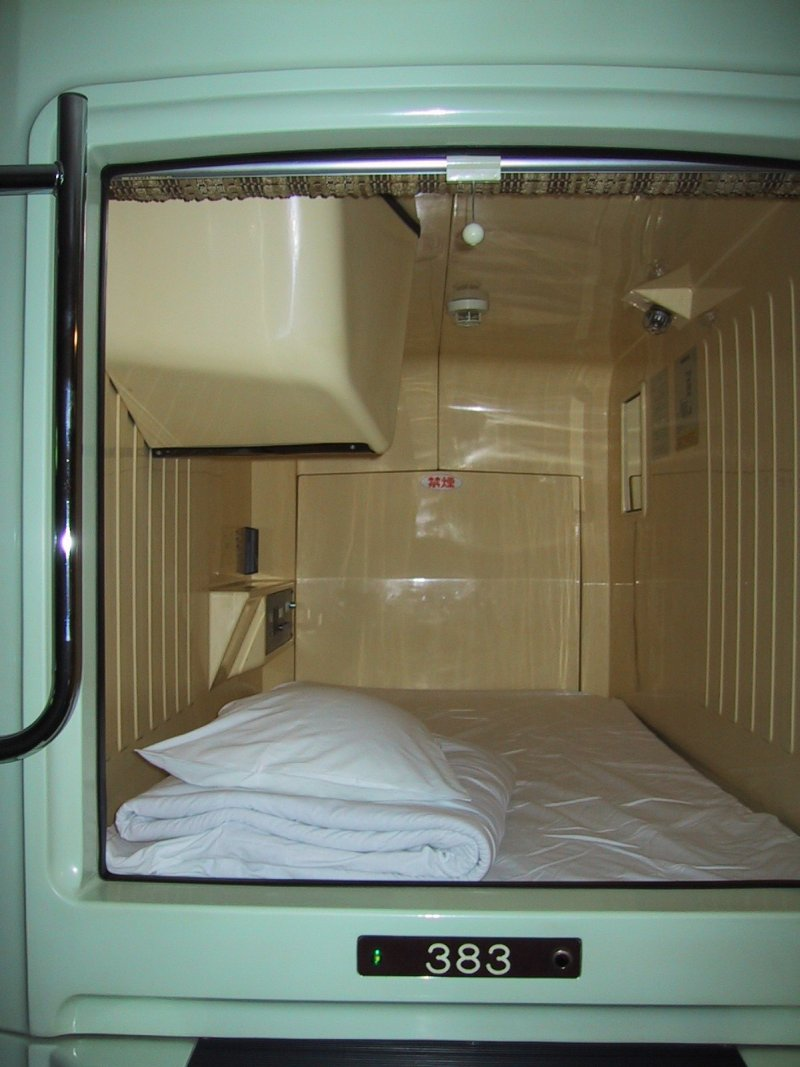
Egy kapszula belseje, melynek bal felső sarkában egy televízió látható

A kapszulahotel (カプセルホテル; Hepburn: kapuseru hoteru) vagy kapszulaszálló olyan hoteltípus, melyben számos nagyon kis „szoba”, úgynevezett kapszula található és melynek célja, hogy olcsó és alapvető éjszakai szállást biztosítson az olyan vendégeknek, akiknek nincs szükségük vagy nincs pénzük a hagyományos szállók szolgáltatásaira. Elsősorban Japánban találhatók ilyen hotelek, viszont legalább egy kapszulaszálló nyílt meg Varsóban (Lengyelország) és egy Sanghajban (Kína), bár az utóbbinak megnyitását 2011. február 23-án a sanghaji hatóságok megtiltották, mivel az nem teljesíti az előírt biztonsági előírásokat.

## Leírás
A szállók a vendégek számára egy körülbelül 2 méter × 1 méter × 1,25 méter moduláris műanyag vagy üvegszálas blokkot biztosítanak az alváshoz. A hotelek között nagy eltérés léphet fel a szórakozási lehetőség tekintetében (a legtöbben van televízió, videójáték-konzol és vezeték nélküli internetkapcsolat). A kapszulák két szintes elrendezésben vannak egymás mellett elhelyezve, fellépőkkel segítve a második szintre való feljutást. A vendégek a csomagjaikat zárható szekrényekben tárolhatják. A látogatók magányát függönnyel vagy üvegszálas ajtóval biztosítják a kapszula végén. A mosdók kommunálisak és számos hotelben találhatók éttermek (vagy legalább árusító automaták), medencék és egyéb szórakozási lehetőségek.
Ez a fajta hotelstílus Japánból ered, az ország területén kívül máshol nem vált népszerűvé, bár „pod hotel” néven létezik nyugati változata is, melyekben nagyobb a szállástér és gyakran vannak bennük privát fürdők is. A vendégeknek tilos dohányozni vagy enni a kapszulákban.
A kapszulahotelek nagyban eltérhetnek a méretüket tekintve; néhányban alig ötven vagy kevesebb kapszula van, míg másokban akár több mint hétszáz, viszont abban mind megegyeznek, hogy főként férfiak használják. Néhány szállóban elkülönített férfi és női hálónegyed van. A ruhákat és a cipőket néhány hotelben le kell cserélni jukatára és papucsra, melyhez gyakran adnak egy törölközőt is. A legfőbb előnye az ilyen szállóknak az ár; általában 2000-4000 jent kérnek egy éjszakáért.
Egyes látogatók (főképp hétvégenként) túl részegek ahhoz, hogy biztonságban haza térjenek vagy nem szeretnének a családjuk szemébe nézni ilyen állapotban. 2010 elejére a tokiói Capsule Hotel Shinjuku 510-ben körülbelül a látogatók 30%-a  vagy munkanélküli vagy alulfoglalkoztatott volt, akik egész hónapra béreltek kapszulákat.

## Története
Az első kapszulahotel az Oszaka Umeda körzetében az 1979-ben megnyitott Capsule Inn Osaka volt, melyet Kurokava Kiso tervezett.